# Drölma Lhakhang
| Tibetische Bezeichnung                           |
| ------------------------------------------------ |
| Tibetische Schrift: སྒྲོལ་མ་ལྷ་ཁང                    |
| Wylie-Transliteration: sgrol ma lha khang        |
| Offizielle Transkription der VRCh: Zhoimalhakang |
| THDL-Transkription: Drölma Lhakang               |
| Chinesische Bezeichnung                          |
| Traditionell: 卓瑪拉康                           |
| Vereinfacht: 卓玛拉康                            |
| Pinyin:Zhuómǎ Lākāng                             |

Drölma Lhakhang  (tibetisch: སྒྲོལ་མ་ལྷ་ཁང, Umschrift nach Wylie: sgrol ma lha khang; Zhoimalhakang; „Tara-Tempel“) ist ein buddhistischer Tempel in der südlichen Ecke des Kreises Kyirong (chin. Jilong) im Autonomen Gebiet Tibet der Volksrepublik China. Er liegt südwestlich des Chöde-Klosters (chin. Qude si) auf einer Höhe von 4.160 m im mittleren Teil der Gongtang-wangcheng–Stätte (贡塘王城遗址,  Gongtang wangcheng yizhi); sein Baubeginn war im Jahr 1274, was sich aus einem Dokumententext bestimmen lässt. Von dem Bau erhalten sind feine Schnitzereien der Holzkonstruktion und Wandmalereien der Zeit. Von den zwei Etagen ist die obere bereits eingefallen. Die Anlage umfasst einen Torhof, einen mittleren Hof und eine hintere Halle.
Der Tempel steht seit 2001 zusammen mit zwei anderen Denkmälern unter einer Nummer auf der Liste der Denkmalliste der Volksrepublik China (5-408). Er darf nicht mit dem Nyethang Drölma Lhakhang in der Gemeinde Nyethang des tibetischen Kreises Chushur (Chushul, chin. Qushui) verwechselt werden, der ebenfalls auf der Denkmalliste steht.